# Parc Kansen-en

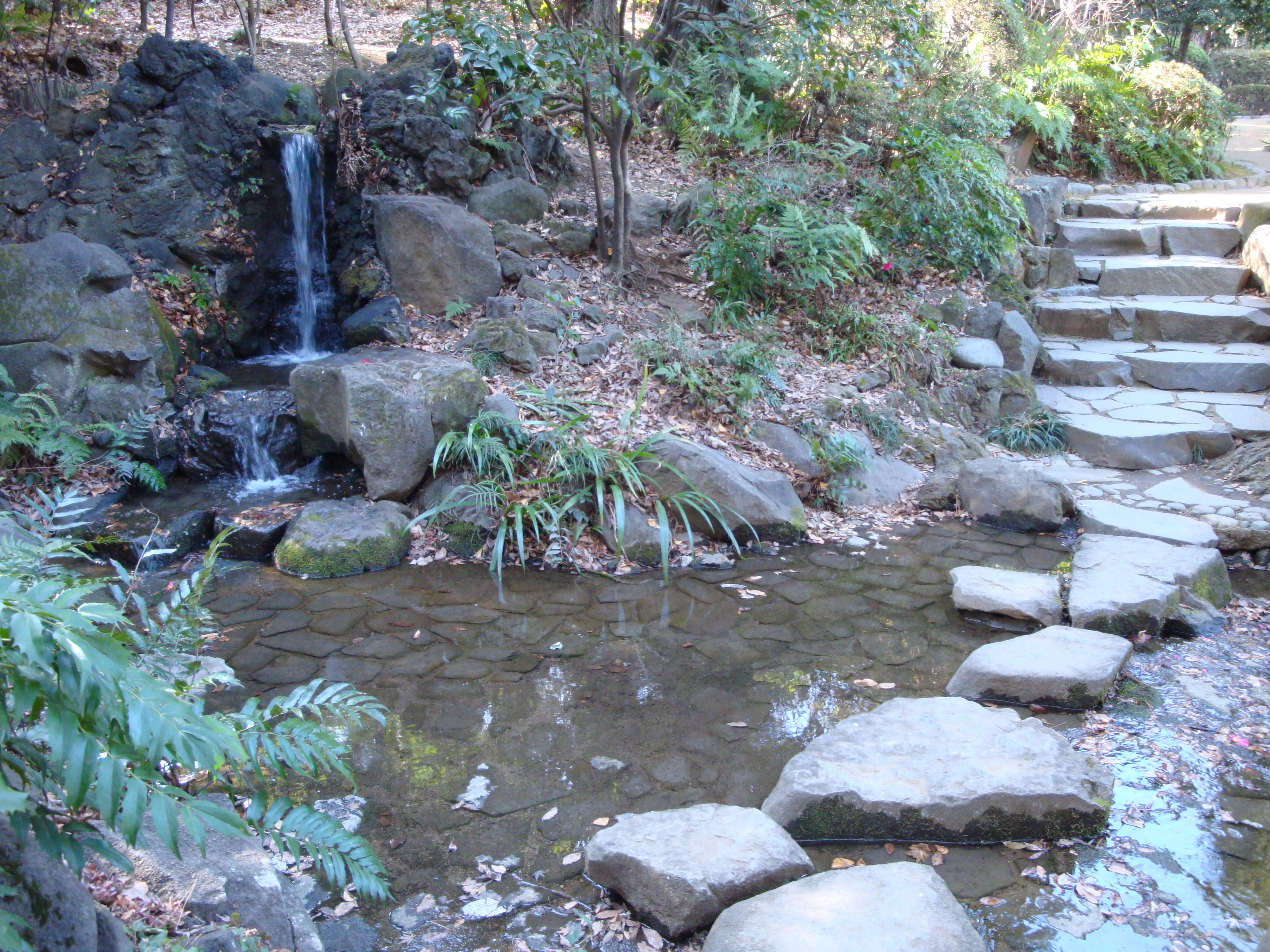
Douce source du jardin

Le parc Kansen-en (甘泉園公園, Kansen-en Kōen) est un jardin japonais situé dans l'arrondissement de  Shinjuku à Tokyo. Il couvre une superficie d'environ 14 000 m2.
Ce petit parc était auparavant la résidence de la famille Shimizu, l'un des gosankyō des Tokugawa et l'une des plus importantes familles de l'époque d'Edo. Après la restauration de Meiji en 1867, sa propriété a été transférée au marquis Souma.
Le nom Kansen-en (littéralement « douce source de printemps ») vient du fait que l'eau de la source dans le jardin est douce et appropriée au thé. Comme le Kansen-en est dessiné au cours de l'époque d'Edo, son style est typique de cette période. Il existe un étang en forme de gourde appelé Yamabuki-no-ido (littéralement « puits de roses japonaises »), au milieu du jardin, entouré d'arbustes en fleurs. À l'extrémité sud du parc se trouve la montagne Mishima-Yama. Le sanctuaire Mizu-Inari est situé également sur le site.
Le parc se trouve approximativement à 10 minutes à pied de la station Waseda. Il est ouvert de 7 h 00 jusqu'à 19 h 00 (jusqu'à 17 h 00 de novembre à février).

## Référence
- (en) Cet article est partiellement ou en totalité issu de l’article de Wikipédia en anglais intitulé « Kansen-en Park » (voir la liste des auteurs).